# バイアコム (1952-2006)
初代のバイアコム（Viacom Inc. "Video & Audio Communications "に由来）は、ニューヨークに拠点を置いたアメリカのメディア・コングロマリット。1952年にCBSテレビジョン・ネットワークの販売部門であるCBSテレビジョン・フィルム・セールスとして創設した。その後、1958年にCBSフィルム、1968年にCBSエンタープライズ、1970年にバイアコムと改称。
この年にFCCがネットワークの独占的な立場を規制して放送番組の多様性を促進することを目的としたフィン・シン・ルールを定めたことで、1971年に独立。バイアコムはCBSテレビシリーズの配給会社であったが、1986年に興行会社のナショナル・アミューズメンツが買収したことで、レッドストーン一族の支配のもと、複合的なマスメディアを横断した屈指のメガメディアに変貌。特にケーブルテレビ番組製作会社のMTVはユニークな戦略により世界を席巻した。
1999年、バイアコムは当時のCBSの親会社であった旧ウェスティングハウス・エレクトリック社を買収し、1997年にCBSコーポレーションと改称した。バイアコムは、第2のCBSコーポレーションとバイアコムに分割され、2006年に事業を停止した。この分割は、CBSコーポレーションが第1のバイアコムの法的後継者となり、第2のバイアコムは完全に分離した会社となるように構成されていた。両社は2019年12月4日に再合併し、2025年8月7日まで、パラマウント・グローバルの運営につながった。

## 歴史
- 1971年 - CBSのシンジケーション部門である「CBS Films」がVIACOM（VIdeo and Audio COMmunications）に改称の上、スピンオフ。
- 1976年 - ペイテレビ「ショウタイム」（現在はパラマウント・グローバル傘下）放送開始。
- 1983年 - Showtime、MTV、ニコロデオンなどを保有するワーナー・アメックス・サテライト・エンターテイメント（Warner-Amex Satellite Entertainment、WASEC）が運営する「The Movie Channel」（TMC、1973年開局）と合併。
- 1985年 - WASECを買収、MTVネットワークスに社名変更。
- 1986年 - サムナー・レッドストーン率いるナショナル・アミューズメンツ（National Amusements）がバイアコムを34億ドルで買収。
- 1994年7月7日 - パラマウント・ピクチャーズを99億ドルで買収。
- 1994年 - ブロックバスターを84億ドルで買収。
- 1999年 - かつての親会社であったCBSを370億で買収（2000年連邦通信委員会（FCC）が承認）。これに伴い、CBS傘下であったTNN（The Nashville Network、現在のSpike TV）、およびカントリー・ミュージック・テレビジョン（CMT）がMTVネットワークスに統合された[1]。
- 2001年 - ブラック・エンターテインメント・テレビジョン（BET）を買収。
- 2005年3月 - 会社分割を発表。同年6月の株主総会で正式に承認された。

## 主なグループ企業
- MEDIA NETWORKS
  - BET NETWORKS - BET、BET Her、BET Soul
  - VIACOM MEDIA NETWORKS - コメディ・セントラル、パラマウント・ネットワーク、TV Land、CMT、Logo TV、MTV、MTV2、MTV Tres、MTV Classic、VH1、Nickelodeon/Nick at Nite、Noggin、TeenNick
- FILMED ENTERTAINMENT
  - パラマウント・ピクチャーズ - パラマウント・クラシックス、MTVフィルムズ、ニコロデオン・ムービーズ、パラマウント・ホーム・エンターテインメント